# Abondance (runderras)
Abondance is een rundveeras dat van oorsprong uit Haute-Savoie, Frankrijk afstamt. Het is een dubbeldoelras. 
In Frankrijk bedraagt het aantal Abondance-runderen 150.000 exemplaren (0,9% van de Franse veestapel), waaronder 65.000 koeien. Het ras komt voornamelijk voor in Savoie en Haute-Savoie, maar ook in 13 departementen in Rhône-Alpes, Auvergne, de Pyreneeën en in de Zuidelijke Alpen. 
Het ras is naar verschillende landen geëxporteerd, met name naar Canada, vanwege de efficiënte vleesproductie in bergachtige gebieden. Verder zijn Abondance-runderen te vinden in Nieuw-Zeeland, Verenigd Koninkrijk en Irak. Op het continent Afrika, vooral in Egypte en landen in West-Afrika, wordt het ras gekruist met N'Dama-runderen om de melkproductie te verbeteren.